# Eriagstraße
Die Eriagstraße ist mit über 2 km die größte Einkaufsmeile im Süden Ingolstadts und führt unmittelbar zum Audi-Sportpark. Der Straßenname stammt von der früher dort ansässigen Erdölraffinerie Ingolstadt AG, die stillgelegt wurde. 
Eine Straßenkreuzung entfernt von der Autobahnausfahrt Ingolstadt Süd an der Bundesautobahn 9 entstanden an der Eriagstraße um die Jahrtausendwende viele Ladenflächen und Bürohäuser. Den Anfang machte in den 1980er Jahren einer der ersten MediaMärkte Deutschlands. Hier liegt auch der Hauptsitz der Media-Saturn-Holding. Durch den europaweiten städtebaulichen Wettbewerb Europan 11 wurden auf diesem Areal mehrere Projekte, wie z. B. Wohngebiete, Parks, Freizeiteinrichtungen etc. entwickelt.
Koordinaten: 48° 44′ 56″ N, 11° 28′ 23″ O